# Sweet Inspiration / Where You Lead
«Sweet Inspiration / Where You Lead» — попурри, исполненное американской певицей Барброй Стрейзанд во время её выступления в концертном зале «Форум» в Инглвуде 15 апреля 1972 года. Состоит из двух песен: «Sweet Inspiration», написанной Дэном Пенном и Спунером Олдемом, и «Where You Lead», написанной Кэрол Кинг и Тони Стерном, студийная версия последней появилась в альбоме Barbra Joan Streisand 1971 года.
Попурри было выпущено в качестве ведущего сингла из концертного альбома Live Concert at the Forum 25 мая 1972 года. Это первый концертный сингл в карьере исполнительницы. В качестве оборотной стороны использовалась концертная версия «Didn’t We», слова и музыка Джимми Уэбба. Сингл добрался до 37-й строчки в американском хит-параде Billboard Hot 100 и 15-й в Pop-Standard Singles; в Канаде песня также поднялась до 37-го места.
Сингл получил положительные отзывы критиков из изданий CashBox и Record World. На 15-й церемонии «Грэмми» запись была отмечена номинацией в категории «Лучшее женское вокальное поп-исполнение».

## Варианты издания
7"-сингл
A. «Sweet Inspiration / Where You Lead» — 6:02
B. «Didn’t We» — 2:33

## Участие в хит-парадах
| Хит-парад (1972)                   | Высшая позиция |
| ---------------------------------- | -------------- |
| Канада (RPM Top Singles)           | 15             |
| США (Billboard Hot 100)            | 37             |
| США (Billboard Adult Contemporary) | 15             |
| США (CashBox Top 100)              | 41             |